# NGC 7254
NGC 7254 في الفهرس العام الجديد، هي مجرة، تقع في كوكبة الدلو. اكتشفت في 27 سبتمبر 1864 بواسطة ألبرت مارث.

## روابط خارجية
- NGC 7254 على موقع ويكي سكاي: DSS2, SDSS, GALEX, IRAS, Hydrogen α, X-Ray, Astrophoto, Sky Map, Articles and images